# Humayun
Nasir-ud-din Muhammad Humayun (Kabul, 6 de març de 1508 - Delhi, 20 de gener de 1556), va ser el segon emperador mogol regnant entre els anys 1530 i 1540 i altre cop del 1555 al 1556.
Fill de Bàber i de la seva tercera esposa Mahum Begum, Humayun va succeir el seu pare a l'Índia a l'edat de 22 anys, mentre que el seu germanastre Kamran Mirza, que més tard esdevindria el seu rival, obtenia la sobirania de Kabul i Lahore, les zones més septentrionals de l'imperi. Va perdre els seus territoris quan els va prendre l'afganès Xer-Xah Suri, però els va recobrar quinze anys més tard amb l'ajut del xa de Pèrsia, on s'havia exiliat temporalment.
Humayun va tornar a l’Índia acompanyat per un seguici de nobles perses, el que va significar un canvi important a la cort mogola, on gran part dels costums encara originals de l'Àsia central van ser eclipsats amb força per les influències perses, tant a nivell artístic, en especial pel que fa a l'arquitectura i la miniatura decorativa, com cultural, amb la llengua i la literatura.

## Joventut
El 1518, amb uns 10 anys, va rebre el govern nominal de Kabul. El 1520 amb 12 anys va ser nomenat governador del Badakhxan que va administrar durant 9 anys. El desembre del 1525 es va dirigir cap a Kabul per participar amb el seu pare Zahir al-Din Muhammad Baber a la invasió de l'Índia, i el 21 d'abril del 1526 va participar en la batalla de Panipat, que va marcar l'inici de l'imperi mogol; va bloquejar Agra i va dirigir el contingent contra els afganesos de més enllà del Ganges, retornant a Agra el gener del 1527; el 17 de març de 1527 se li va donar el comandament de l'ala dreta mogol a Khanwa. El 1528 va retornar al seu govern del Badakhxan on va fer una campanya contra els uzbeks amb la intenció de recuperar Samarcanda, però no va reeixir i el 1529 es va ajustar la pau i va deixar el govern per retornar a l'Índia.

## Regnat

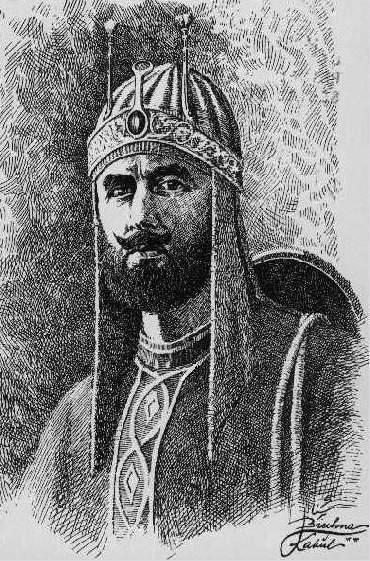
Xer-Xah Suri.

Malgrat l'oposició d'una part de la noblesa, va pujar al tron el 29 de desembre del 1530, tres dies després de la mort del pare, heretant un imperi que Baber no havia tingut temps d'organitzar. A més d'això i de la seva minsa experiència, es va trobar pressionat ràpidament per dos caps en plena ascensió, Bahadur Shah del Gujarat i l'afganès Sher Shah Suri del Bihar i Índia oriental.
El seu germà Kamran Mirza, governador de Kabul, es va dirigir cap a Lahore però Humayun li va reconèixer el domini sobre el Panjab, Kabul i Kandahar com a jagir; l'altre germà Hindal Mirza va rebre Mewat i el tercer germà, Mirza Askari, va rebre Sambhal. Aprofitant la inestabilitat de l'imperi soscavat per les intrigues de la cort, el sobirà rajput de Kalinjar, sotmès pel seu pare, es va revoltar el 1531; Humayun va dur el seu exèrcit davant la fortalesa de Kalinjar però amb dificultats de tresoreria, va acceptar una suma de diners important a canvi d'aixecar el setge. Llavors va mirar de solucionar el problema afganès, atacant les tropes de Sher Shah dirigides per Baiezit i Bibban, i vencent-les el mes de desembre del 1532 a Damoh. Sher Shah fou assetjat a Cunar o Chunar (1532), però finalment Humayun va tornar a Agra. L'agost va fundar prop de Delhi la vila de Din Panah, acabada el maig del 1534, i llavors va tornar a Agra.
Bahadur Shah Gujarati, per la seva banda, es va annexar Malwa i es va apoderar de la fortalesa de Chitor el 1534. La rani Karnawali, reina mare de Chitor, abans de morir en la lluita, va demanar ajut a Humayun, el qual va sortir d'Agra (febrer del 1535) i va derrotar els gujaratis a Mandasor (març). Bahadur Shah fou assetjat a Mandasor i al cap de dos mesos va abandonar el seu exèrcit i va fugir. Humayun va reprendre Chitor i va perseguir a Bahadur cap a Mandu, que fou arrasada, i cap a Champaner; Bahadur va seguir cap a Ahmedabad i Cambay, on el sultà va fugir per mar cap a Diu. Humayun va assetjar Champaner que va ocupar (agost 1535) i després va marxar contra Ahmedabad, derrotant a les forces enemigues dirigides per Imad al-Mulk a Mahmudabad. Va aconseguir així controlar la totalitat dels dominis de Bahadur i va nomenar-ne governador Askari, el seu germà, que es va revelar incapaç de conservar-los quan Bahadur Shah el va atacar l'any 1536. Mentre Humayun va tornar a Malwa i després ràpidament a Agra per evitar que fos ocupada per Askari quan aquest va abandonar Gujarat.
Aprofitant les campanyes de Humayun a l'oest, Sher Sha va anar reforçant la seva posició al Bihar cap a Bengala. Humayun es va dirigir a la zona el juliol de 1537 i el va assetjar durant sis mesos al fort de Chunar. Sher Shah però, se'n va poder escapolir i Humayun, en comptes de perseguir-lo, va ocupar-se de recuperar Bengala. Mentre Humayun era a Gaur, en la campanya de Bengala, Mirza Hindal es va dirigir a Agra amb un exèrcit (1538), va ocupar el palau reial i va emetre diversos firmans imperials com a emperador en funcions. Humayun va enviar Shaykh Bahlul, fill d'un santó de Gwalior de nom Muhammad Ghawth, per convèncer el seu germà d'abandonar la seva actitud, però Bahlul fou executat per Hindal; llavors l'emperador va abandonar Gaur i va tornar a Agra, però fou bloquejat per Sher Shah a Chausa a la riba del Ganges. Mentre Kamran, l'altre germà, que en teoria havia de combatre Hindal al servei de Humayun, va sortir de Lahore cap a Agra, però es va posar d'acord amb Hindal per repartir-se l'imperi, i va ocupar el lloc d'emperador en funcions a Agra. L'emperador va provar llavors de fer la pau amb Sher Shah Suri, però aquest va atacar i va lliurar la batalla de Chausa el 26 de juny de 1539 on Humayun fou greument derrotat i on Mirza Hindal, que havia ofert al seu germà ajuda per cobrir la rereguarda, va abandonar Humayun en el pitjor moment, deixant desguarnida aquesta rereguarda, fet que va permetre a Sher Shah rodejar Humayun.
L'emperador va anar llavors a Agra on va arribar amb només uns quants cavallers després d'abandonar el seu harem al vencedor; a Agra va negociar amb els seus germans durant sis mesos. Prop del campament d'Hindal a Rohri, Humayun va conèixer Hamuda Banu Begam i va decidir fer-la la seva esposa. Humayun va perdonar finalment Hindal i li va concedir Kandahar, i a Kamran al que va ratificar Lahore (1539).
Durant el 1539 Sher Shah va remuntar el Ganges sense gaire oposició. El 1540 Humayun va avançar cap a Kanauj i durant un mes hi va haver xocs menors a la rodalia. Al moment de la batalla de Kannauj, Humayun fou derrotat el 17 de maig de 1740. Va fugir cap a Agra i després cap al Panjab, a Lahore, on s'estava fent un congrés de begs txagatais i prínceps reials.

## Exili
Quan es va acostar Sher Shah, Kamran i Hindal van creuar el Ravi i van fugir cap a Kabul mentre Humayun es va dirigir al Sind on es va enfrontar al rei Shah Husayn Arghun (1541) a Bhakkar; el novembre de 1541 va assetjar Sehvan, però atacat per Shah Husayn aquest va aconseguir que Humayun fos abandonat pel seu cosí Yadgar Nasir amb nombrosos soldats. Humayun es va retirar aleshores a Jodhpur, via Jaisalmer i Amarkot. Fou allà, a Amarkot o Umarkot, que va néixer el 15 d'octubre de 1542 el seu fill i successor Akbar. Després va anar a Jun on va estar de sis a nou mesos en lluita contra el sobirà del Sind, i finalment es va dirigir cap a Kandahar (1543), però el seu germà Askari, que la governava, va aixecar la ciutat en la seva contra, i Humayun fou humiliat i es va haver de retirar cap al Sistan, lliurant-se per ben poc de ser capturat.
Humayun va finalitzar la seva fugida a la Pèrsia safàvida, on el xa Tahmasp I li va concedir asil amb honors a Herat (1544); va anar a Kazwin via Mashad, Nixapur i Sabzawar. De Kazwin es va anar a trobar amb el xa al seu campament l'agost de 1544; Humayun va donar al xa el seu gran diamant i va signar uns papers assegurant que era xiïta; va restar amb el xa dos mesos i mig; finalment el xa li cedir un exèrcit de dotze mil homes per recuperar el seu tron. Va visitar Tabriz i Arbabil abans de retornar a Mashad (desembre de 1544). El març de 1545 es va presentar a Kandahar que finalment li fou entregada per Askari el setembre, però quan Humayun va marxar de la ciutat, Askari la va recuperar (octubre de 1545) amb suport dels arghuns del Sind. Mentre Humayun es va presentar a Kabul, en poder de Kamran, i la va ocupar sense lluita el novembre del 1545. A la primavera del 1546 va anar al Badakhxan, i va guanyar la batalla de Kunduz; el Badakhxan es va sotmetre i Humayun el va cedir al seu germà Mirza Hindal; estant en aquest territori es va posar malalt a la tardor i la fidelitat va vacil·lar; Kamran va recuperar Kabul. Humayun va fer tot seguit la pau amb Sulayman Mirza i va retornar a Kabul a l'hivern del 1546 al 1547, i l'abril del 1547 Kamran va fugir cap a territori dels uzbeks i Humayun va entrar a la ciutat. Va restar a Kabul fins al juny de 1548, discutint amb la noblesa mogol. El juny de 1548 es va dirigir a Badakhxan que havia caigut en mans de Kamran amb suport uzbek. Kamran es va sotmetre el 17 d'agost de 1548. Humayun va retornar a Kabul.(octubre de 1548).
El 17 d'agost de 1548 va iniciar la lluita contra l'uzbek Pir Muhammad Khan de Balkh, però fou derrotat a la rodalia d'aquesta ciutat (per aquesta campanya vegeu Abd al-Aziz Sultan ibn Ubayd Allah Khan); els uzbeks van passar al contraatac. Va arribar a Kabul el setembre de 1549. El 1550 el seu germà Kamran s'havia tornat a revoltar. Humayun va sortir de Ghurband el juny o juliol de 1550, però fou derrotat i ferit al coll de Kiptxak i Kabul es va sotmetre a Kamran. Humayun va reagrupar als seus a Andarab i al cap de dos mesos va derrotar a Kamran a Ushtragram i va entrar victoriós per tercer cop a Kabul. Kamran va fugir i es va aliar a les tribus afganeses i Humayun el va anar a combatre altre cop el 1551. El seu germà Mirza Hindal va morir en un atac nocturn per sorpresa de Kamran el 21 de novembre de 1551 a Dju-yi Shahi a l'est de l'Afganistan; però la primavera del 1552 va derrotar a les tribus i Kamran va haver de fugir; fou capturat pel sultà Adam Ghakkar i entregat a Humayun; a petició dels begs (contra el parer d'Humayun) fou cegat vers l'agost de 1553. Kamran fou enviat pel seu germà en penitència a la Meca.

## Reconquesta del poder
Xer-Xah Surí havia mort accidentalment el 1545 i l'havia succeït el seu fill Islam-Xah Surí. Però aquest i els seus successors no van poder resistir l'envestida de Humayun, decidit a recuperar les seves possessions a l'Índia. El 1552, Humayun va avançar cap a Bangash (novembre) i el 1553 va creuar l'Indus. A Kabul va preparar la invasió de l'Índia. Es va desviar cap a Kandahar (hivern del 1553) quan va tenir notícies d'una suposada rebel·lió de Bayram Khan a Kandahar, notícies que van resultar ser falses. Va passar l'hivern a Kandahar i l’octubre de 1554 va retornar a Kabul sortint en campanya el novembre. Bayram Khan fou el seu comandant en cap. Va creuar l'Indus altre cop (desembre de 1554) i el febrer de 1555 va ocupar Lahore i després Dipalpur. El 28 de maig es van trobar amb les tropes de Sikander-Xah Suri, el nou sultà suri, a Sirhind i el 22 de juny de 1555 a la batalla de Macchiwara el va derrotar decisivament; el 23 de juliol, Humayun va entrar finalment Delhi, retrobant el seu tron al cap de 15 anys d'exili.
El segon emperador dels mogols va morir el 20 de gener de 1556 en caure accidentalment d'una escala de la seva biblioteca. La seva esposa, Amida Begum, va ordenar construir un mausoleu en el seu honor, la tomba de Humayun, que és considerada una de les millors mostres de l'art mogol i la precursora estilística del Taj Mahal d'Agra.

## Llegat

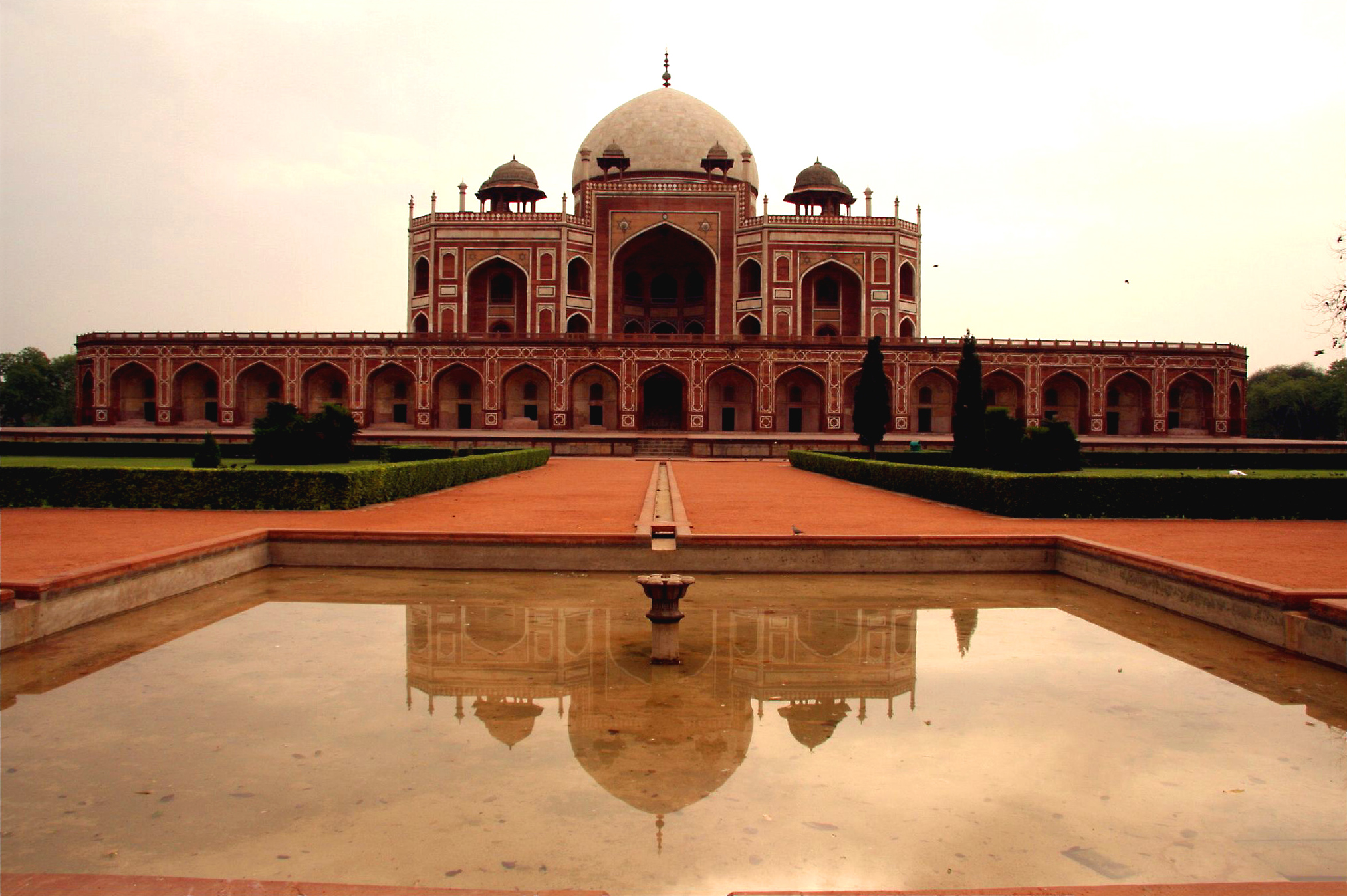
El mausoleu de Humayun

A instàncies del seu fill Akbar, la seva germana Gulbadan Begum va escriure una crònica de la seva vida d'estil hagiogràfic anomenada l’Humayun-nama.
L'aportació més important de Humayun va ser la introducció decidida de la cultura persa a l'Índia, fet que va caracteritzar l'imperi mogol i que va ser ampliat pels seus successors. El seu suport a les arts, arran d'haver entrat en contacte amb l'art safàvida, el va fer reclutar pintors que van desenvolupar l'estil característic de la miniatura en la pintura mogola. La creació arquitectònica més important de Humayun va ser el Din Panah (Refugi de la Religió), ciutadella erigida a Delhi que va ser destruïda per Sher Shah. Humayun va ser a més un gran aficionat de l'astrologia-astronomia i va fer construir observatoris que es van utilitzar durant diversos segles.
El model utilitzat per a construir la tomba de Humayun és el Gur-e Amir de Samarcanda. Tanmateix, la composició sorprenent de la seva cúpula i de l’iwan, i l'ús imaginatiu dels materials locals, la converteix en un dels monuments més típics de l'arquitectura mogola pròpiament dita.